# Pfarrkirche Krumbach (Vorarlberg)

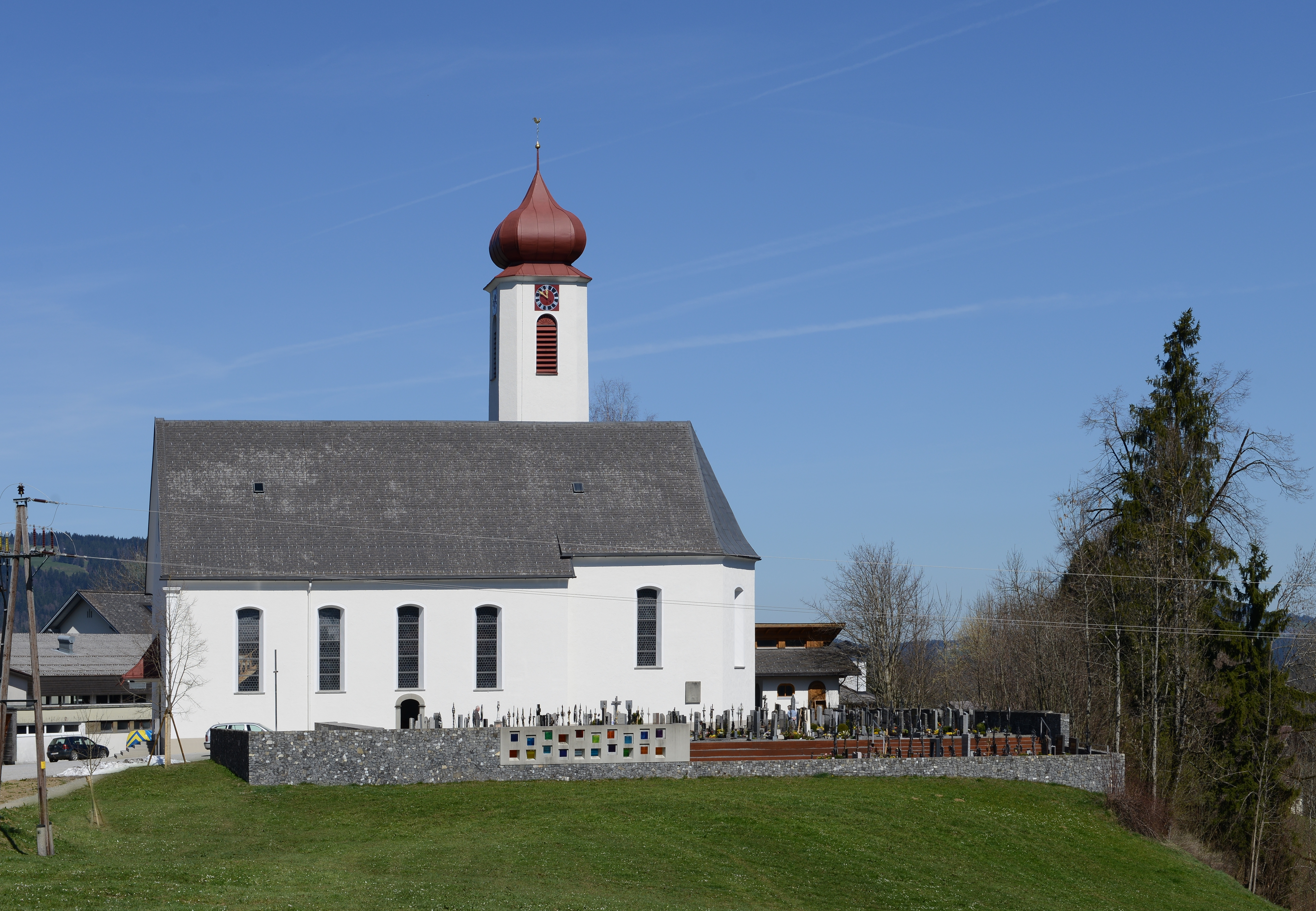
Pfarrkirche Krumbach

Die römisch-katholische Pfarrkirche Krumbach steht in der Ortsmitte nördlich und westlich des Friedhofes in der Bregenzerwälder Gemeinde Krumbach im Bezirk Bregenz in Vorarlberg. Die Kirche ist dem heiligen Martin geweiht und gehört zum Dekanat Vorderwald-Kleinwalsertal. Die Kirche steht unter Denkmalschutz.

## Geschichte
Bereits um 1490 ist die Weihe einer Kirche urkundlich erwähnt. 1500 wurde sie zu einer Kaplanei und 1648 zur eigenständigen Pfarrkirche erhoben. In den Jahren 1719 bis 1728 erfolgte ein Umbau der Kirche. Das heutige Gotteshaus ist ein weitgehender Neubau aus den Jahren 1802 bis 1803. Die Weihe erfolgte im Jahr 1806. 1862 wurde der Kirchturm erhöht. In den Jahren 1972 bis 1974 erfolgte eine Restaurierung.

## Kirchenbau

### Äußeres
Die Kirche ist ein schlichter Saalbau vom Anfang des 19. Jahrhunderts. Die langhausseiten sind vierachsig. Der eingezogene Chor ist einachsig und hat einen polygonalen Schluss. Im nördlichen Chorwinkel steht der Kirchturm. Das Glockengeschoß hat abgeschrägte Ecken und rundbogige Schallfenster. Darüber ist ein Zwiebelhelm. Östlich schließt an den Turm die Sakristei von 1973 an. Die Seitenportale sind korbbogig mit Kämpfergesimsen, die Fenster sind als Stichbogenfenster ausgeführt.  Die Westfassade ist durch schmale Eckpilaster und ein gekehltes Giebelgesims gegliedert. Das Hauptportal ist ebenfalls ein Korbbogenportal mit Kämpfern und einem Keilstein von 1803. An der Südwand des Chores befindet sich eine Grabplatte des Johann von Feuerstein († 1674) mit Inschrift und Wappen.

### Inneres
Über dem Chor und dem Langhaus ist eine Flachdecke über einer Kehle und Stuckgesimsen. Die Ecken zur Triumphbogenwand sind gerundet. Der Triumphbogen ist breit und korbbogig mit profilierten Kämpfergesimsen.
Die Westempore aus dem 19. Jahrhundert steht auf hölzernen Balustersäulen.
Die Deckenbilder sind in Vierpassmedaillons eingefasst.  Die Malereien stammen von Josef Berkmann aus dem Jahr 1826. Im Chor ist das „Letzte Abendmahl“ dargestellt, im Langhaus die „Himmelfahrt Mariens“. In den vier kleinen Medaillons rundherum werden die vier Kirchenväter dargestellt.

## Ausstattung
Der Hochaltar aus den Jahren 1720 bis 1730 mit Ergänzungen vom Anfang des 19. Jahrhunderts ist ein Holzaufbau mit hohem Sockel. Auf beiden Seiten des Altarbildes wird der Altaraufsatz von jeweils drei Säulen getragen. Der Aufsatz ist in Form eines Volutengiebels ausgeführt.  Das Altarbild zeigt die Heiligste Dreifaltigkeit mit dem heiligen Martin und dem heiligen Wendelin als Fürsprecher. Auf dem unteren Bildrand des Altarbildes ist auch die Ansicht von Krumbach. Das Gemälde stammt von Andreas Brugger aus dem Jahr 1805. Das Oberbild zeigt den heiligen Fidelis. Die unteren beiden Seitenfiguren aus der Bauzeit des Altares stellen die Heiligen Petrus und Paulus dar. Neben dem Oberbild sind zwei barocke Figuren, die heilige Päpste darstellen. Der Tabernakel stammt vom Anfang des 19. Jahrhunderts.
Die Seitenaltäre sind im barockisierenden Stil errichtet, stammen jedoch aus dem 19. Jahrhundert. Das Altarbild auf der linken Seite zeigt die „Rosenkranzspende“. Dieses wurde 1860 von Josef Wilhelm gemalt. Das Oberbild zeigt Anna lehrt Maria das Lesen. Im Sockel des Altares ist ein Reliquienschrein der heiligen Konstantia eingelassen. Das Bild des rechten Seitenaltares zeigt den heiligen Josef mit dem Jesuskind und Johannes der Täufer als Kind. Es stammt von Melchior Paul Deschwanden und wurde 1931 restauriert. Im Sockel des Altares befindet sich ein Reliquienschrein des heiligen Innocentius.
Die Kanzel stammt aus dem 18. Jahrhundert und wurde Anfang des 19. Jahrhunderts leicht verändert. Am Korb sind die „Bergpredigt“ und „Christus bei Martha“. Auf dem Schalldeckel ist eine Statue des Erzengels Michael aus dem frühen 18. Jahrhundert. An der Langhaussüdwand ist ein spätgotisches Kruzifix vom Ende des 15. Jahrhunderts. An der Emporenwand sind Ovalbilder der zwölf Apostel vom Anfang des 19. Jahrhunderts.
Die Glocke goss Jakob Folmer im Jahr 1476.

## Orgel
Die Orgel aus dem Jahr 1905 stammt von Anton Behmann.

## Bildergalerie

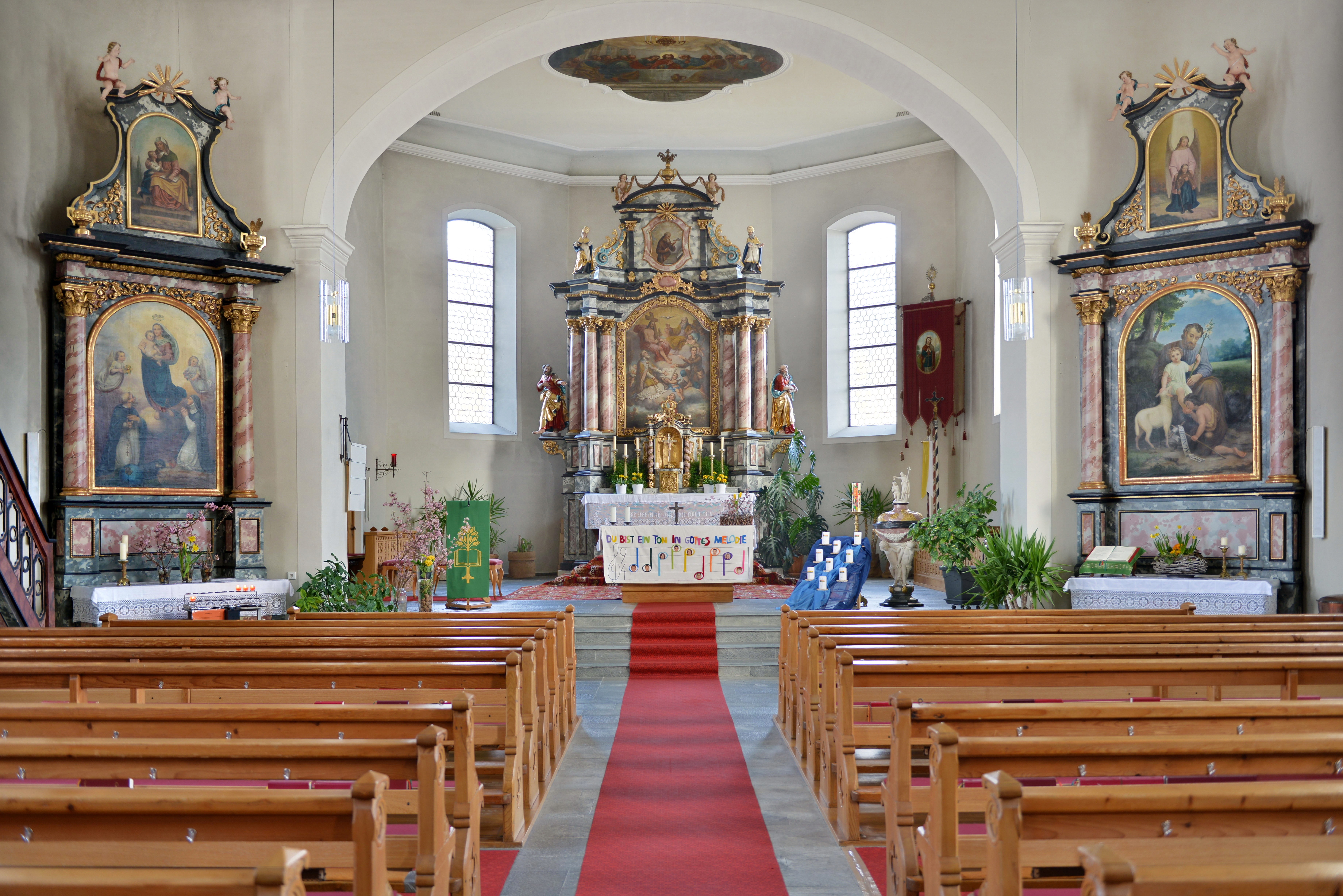
Blick von hinten auf Langschiff und Presbyterium
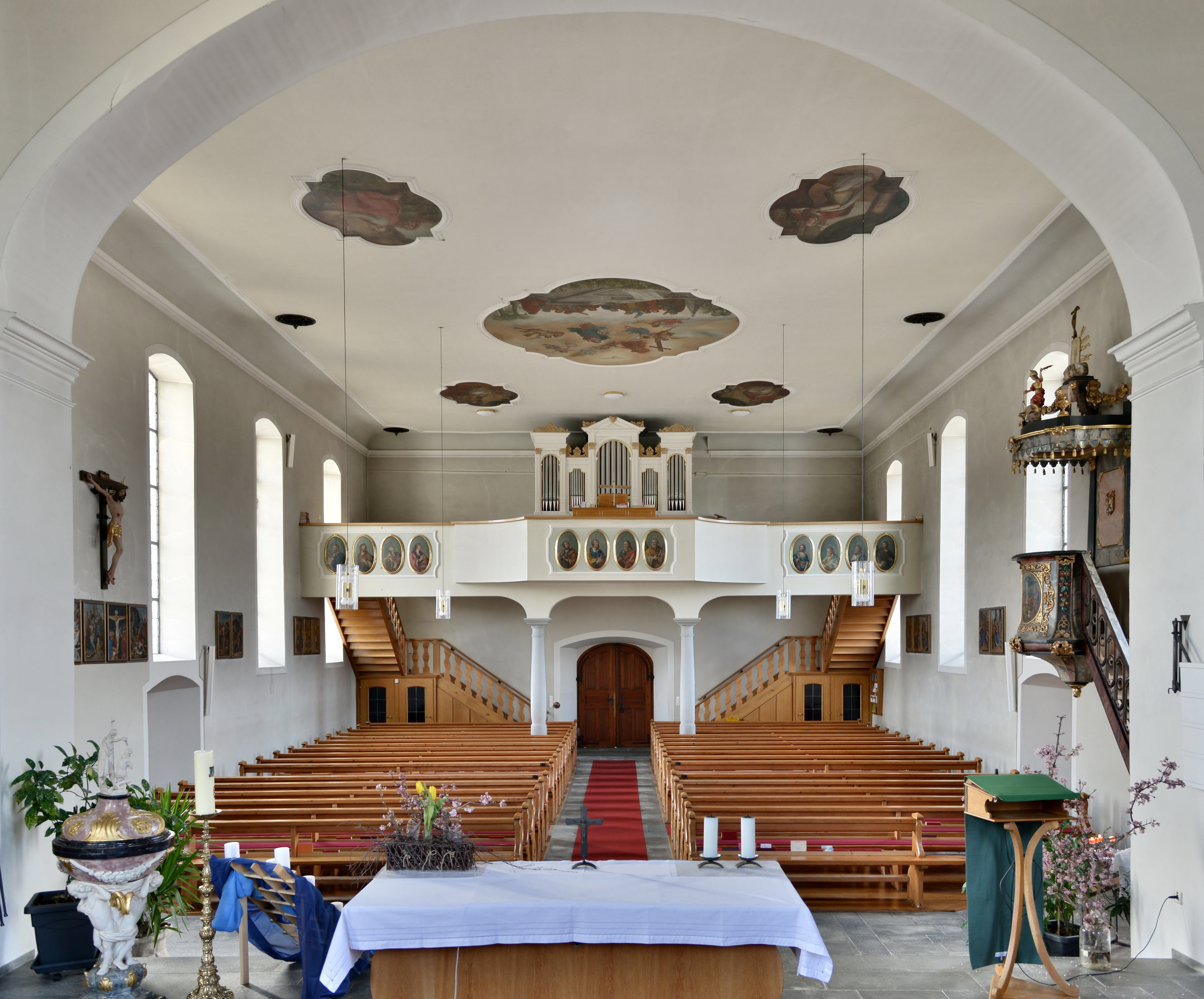
Blick ins Langschiff
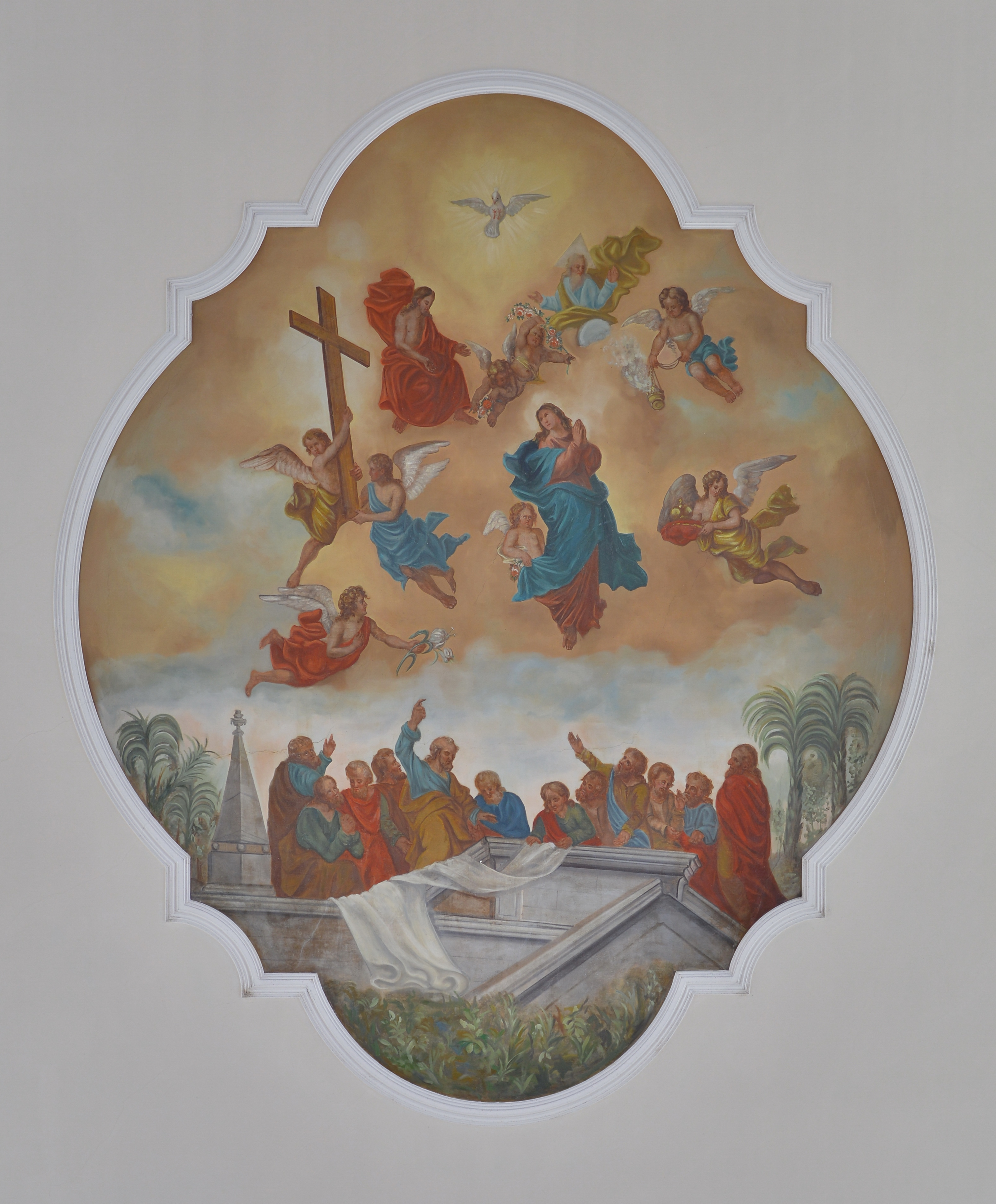
Deckengemälde
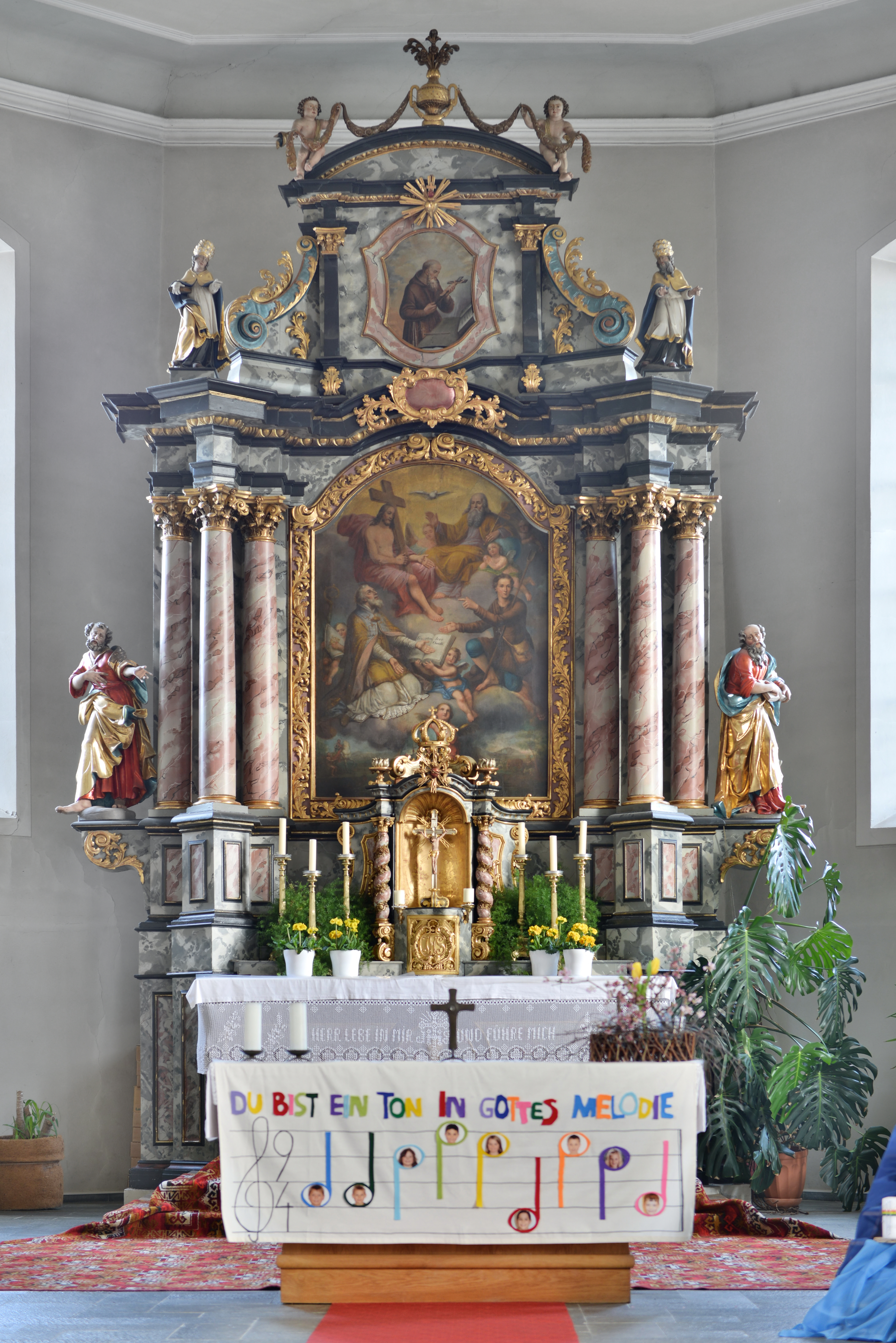
Hochaltar